# Greatest!
Greatest! ist das vierte Studioalbum des Country-Sängers Johnny Cash. Es wurde von Sam Phillips und Jack Clement produziert und enthält teilweise Songs, die zuvor nur als Single veröffentlicht worden waren. 
Es erschien im Januar 1959 bei Sun Records, fast zeitgleich mit The Fabulous Johnny Cash, dem ersten Album, das Cash für Columbia Records aufgenommen hatte. 2003 erschien eine erweiterte Version des Albums mit vier zusätzlichen Songs.

## Titelliste
1. Goodbye Little Darlin' Goodbye (Gene Autry; Johnny Marvin) – 2:14
2. I Just Thought You'd Like to Know (Charlie Rich) – 2:23
3. You Tell Me (Roy Orbison) – 1:48
4. Just About Time (Johnny Cash) – 2:07
5. I Forgot to Remember to Forget (Stan Kesler; Charlie Feathers) – 2:09
6. Katy Too (Johnny Cash, Jack Clement) – 1:57
7. Thanks a Lot (Charlie Rich) – 2:38
8. Luther Played the Boogie (Johnny Cash) – 2:03
9. You Win Again (Hank Williams) – 2:18
10. Hey Good Lookin'  (Hank Williams) – 1:41
11. I Could Never Be Ashamed of You (Hank Williams) – 2:14
12. Get Rhythm (Johnny Cash) – 2:14